# 中山公園 (屯門)

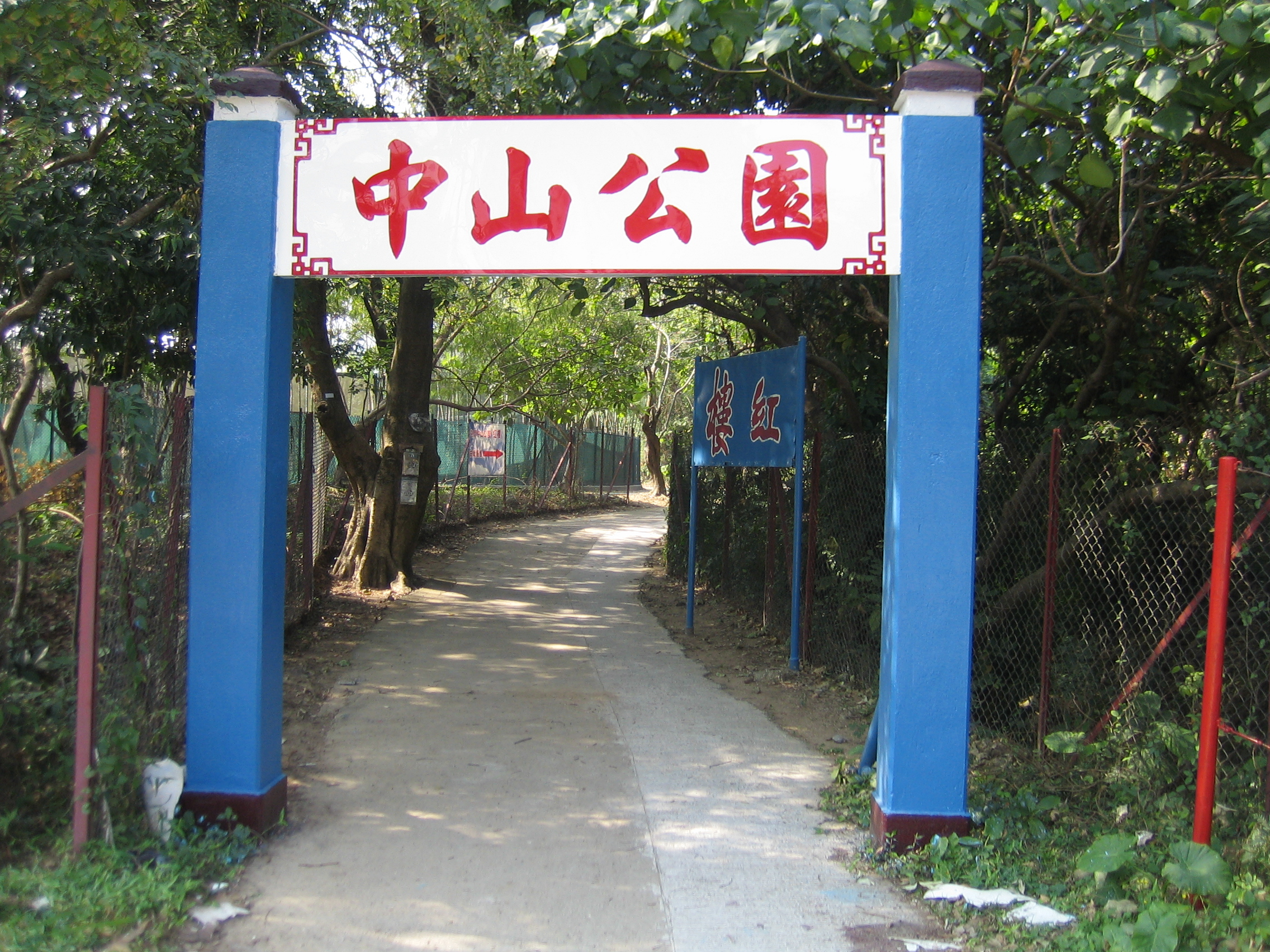
屯門中山公園的入口

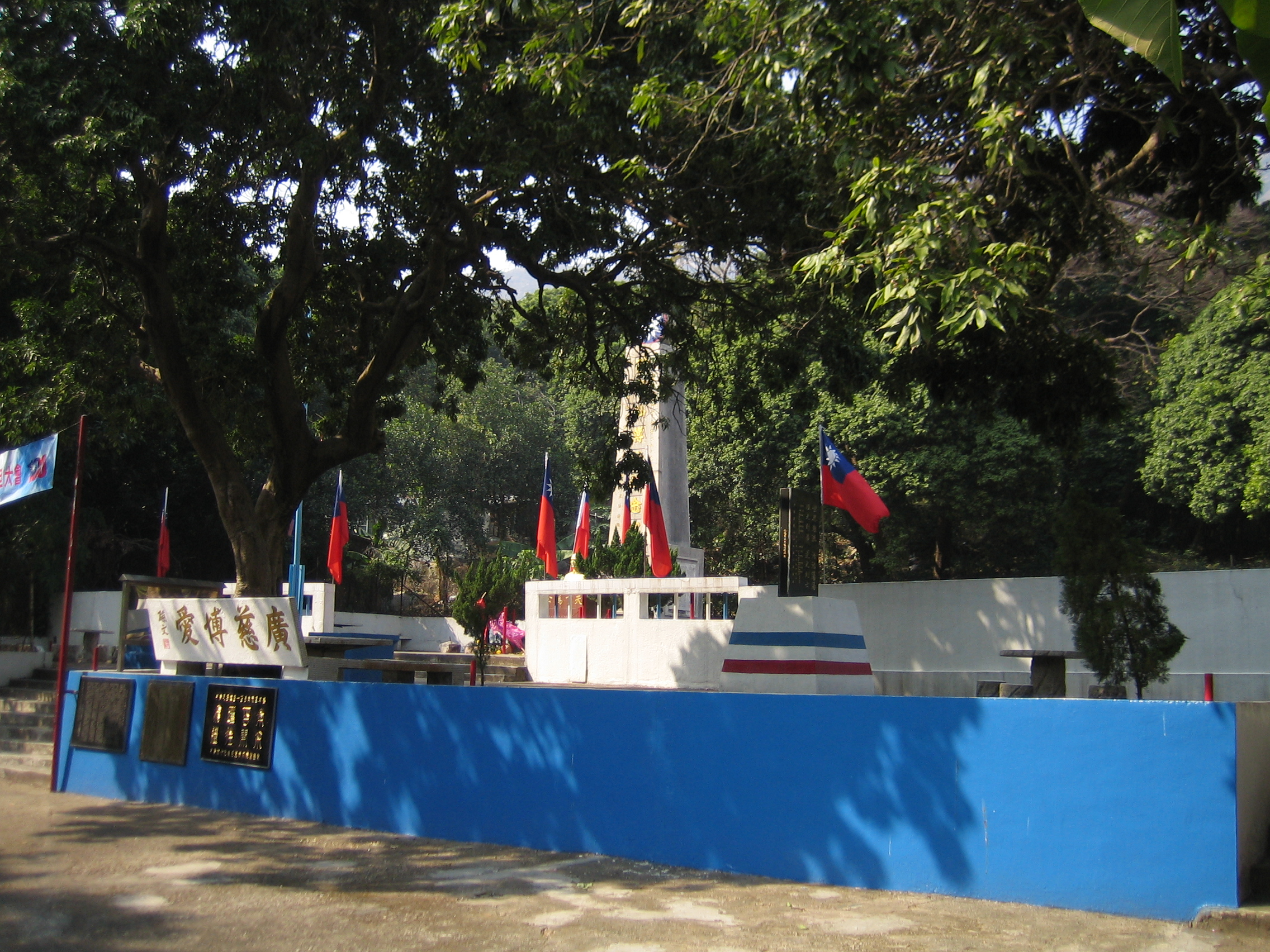
中山公園內銅像與紀念碑

中山公園（英語：Hung Lau），又稱屯門中山公園、龍門路中山公園，位於香港屯門區蝴蝶灣以北石角咀，面對龍門路，毗鄰為賽馬會公眾騎術學校，鄰近蝴蝶邨及兆山苑。相傳此地是孫中山當年與革命同志聚會的地方。公園內的青山紅樓屬於1920年代至1930年代的建築物風格，為一級歷史建築。公園尚有孫中山的銅像及紀念碑，還曾經有6株桄榔樹，由黃興及孫中山所種植，目前均已經枯萎，只是餘下紀念碑文。親中華民國派每年都會在這裡慶祝元旦日和雙十國慶，升起青天白日滿地紅旗，並且高唱中華民國國歌。
自2010年代起，紅樓及週圍地帶屢遭破壞。2018年中華民國國慶起，因紅樓被中國大陸商人收購，加上2020年《港區國安法》生效後，親中華民國派原定在紅樓內舉辦中華民國相關活動無法舉辦。紅樓亦因而日漸失修、面目全非。

## 與興中會的關連
香港商人李陞的兒子李紀堂在1901年擁有及經營的「青山農場」（新生農場）。李紀堂在往日本的輪船上認識孫中山，其後李紀堂在1895年加入興中會，隨後將青山農場提供給興中會使用。當時農場的面積廣闊，種植瓜類、水果、蔬菜、飼養雞 及鴨，能夠自給自足。青山農場地點隱蔽，是興中會的秘密基地，用作軍事訓練及儲存武器，後部分藏有軍械和炸藥密庫，左邊山坡則有練習射擊的靶場。著名的惠州起義及廣州黃花崗起義事件，皆在青山農場策劃。今天的中山公園就是昔日青山農場的所在地。昔日青山農場佔地250餘畝，積極支持革命的李紀堂曾將父親留給他的一半遺產捐出以資助廣州起義。紅樓一帶樹木繁密，容易避人耳目。興中會廣東各縣成員雲集於此，策劃1911年黃花崗之役。其後農場租予海豐人洪德全，設為新生農場，紅樓則為農場辦事處。

## 公園內建築

### 青山紅樓

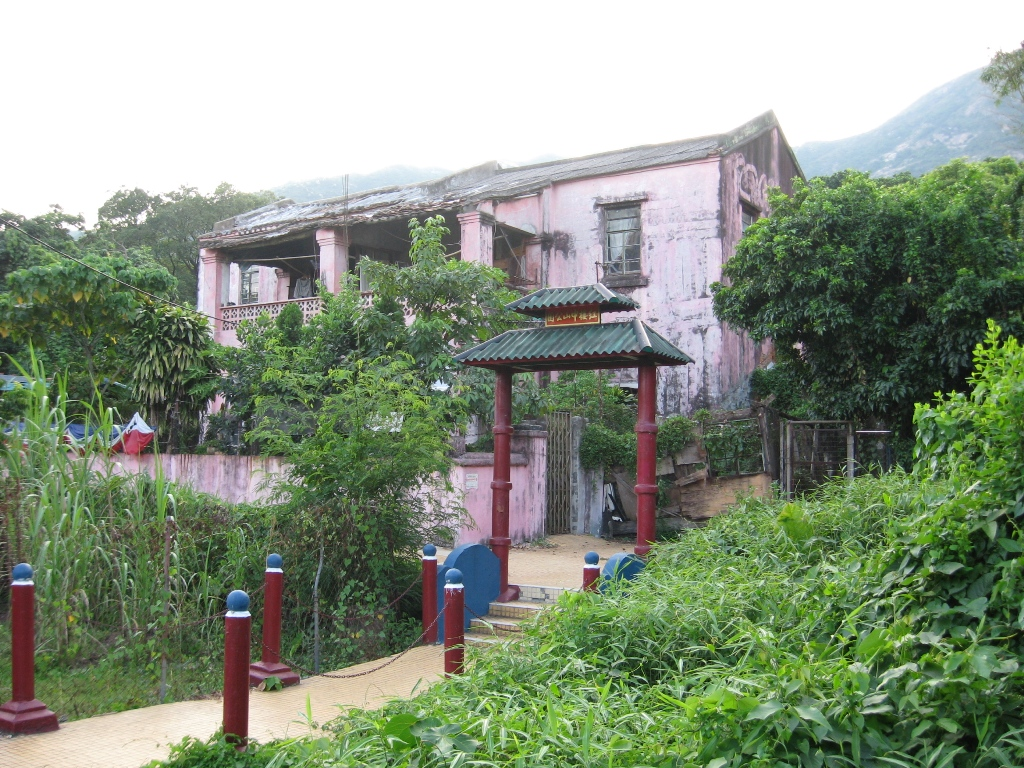
2007年的紅樓

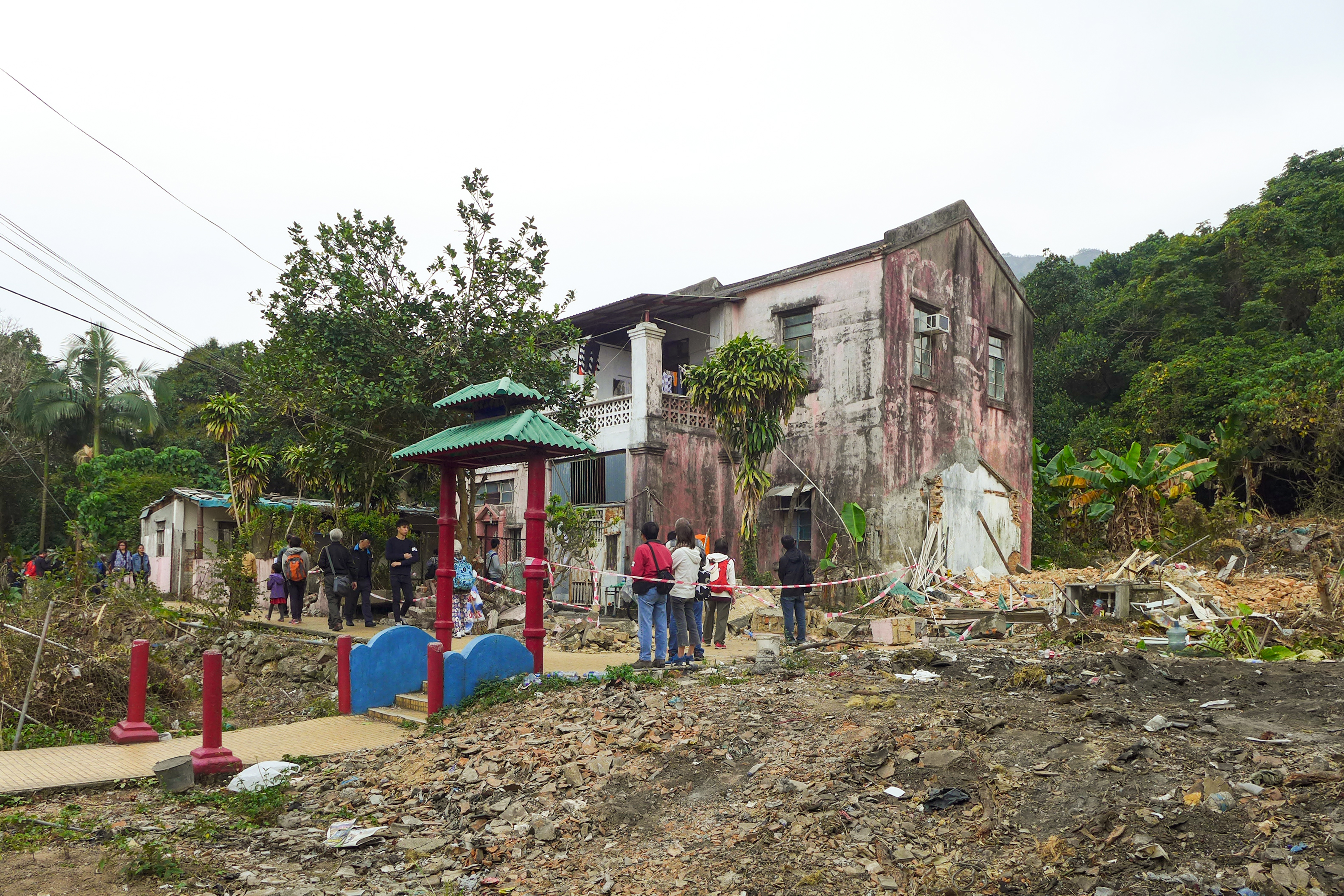
2017年2月，紅樓的圍牆已被拆毁及一些樹木被破壞

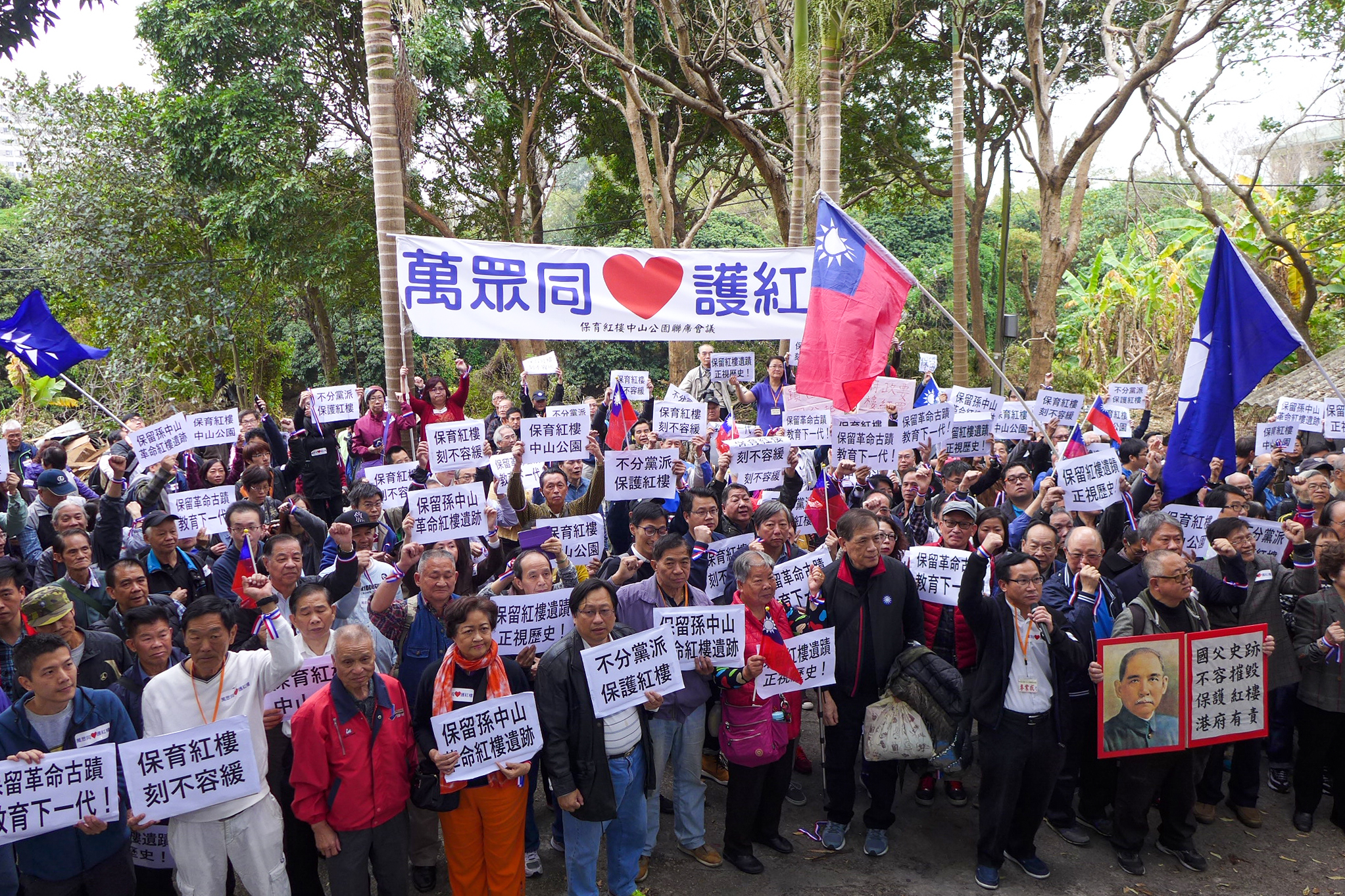
2017年2月19日，保育紅樓中山公園聯席會議發起「萬眾同心護紅樓」行動，約300人參與

青山紅樓，又稱新生農場紅樓，或簡稱紅樓，由於位於中山公園內，故又常稱作中山公園紅樓。建築物是一棟兩層的混合中西建築方式之紅磚房屋，屬1920年代至1930年代建築風格。位置上，紅樓屬坐西北向東南的乾宅，背靠青山（亦為屯門舊名），鄰近白角。紅樓內藏有一革命理論牌匾，相傳為孫中山手筆；孫中山曾在紅樓內的一張木桌子上策劃革命行動。紅樓於2009年12月18日，列為一級歷史建築，但未升級為法定古蹟。
不過到2016年11月，原由李兆堃持有的地皮轉手至一間新成立的睿麗有限公司（董事為大陸人肖俊峯）。新買家在2017年1月25日發出律師函，要求住戶在一周內搬離。到2月12日，住戶發現紅樓的圍牆及一些樹木被破壞，大為不滿。20名居民感到徬徨無助，希望獲安排上樓。現場亦有數名保安在紅樓外駐守，阻止其他人進入。
立法會議員朱凱廸、尹兆堅和屯門區議員朱順雅、元朗區議員麥業成、黃偉賢均認為紅樓應盡快宣布為暫定法定古蹟，覺得整件事不尋常。
2月19日下午，保育紅樓中山公園聯席會議發起「萬眾同心護紅樓」行動，逾300人到場聲援。大會向前來聲援的人士派發象徵民主、自由及博愛的紅白藍絲帶。朱凱迪指紅樓是活生生的歷史見證及代表政治的自由空間。不過目前一級歷史建築不包括中山公園，要求政府的保育方案不限紅樓，亦應包括中山公園。
不過古諮會主席林筱魯則指，紅樓的歷史價值可能只是「以訛傳訛」，認為業主沒計劃拆卸，暫不建議屯門紅樓成為暫定古蹟。
2017年3月8日，兩名工人進入紅樓以鐵鎚強行拆毀兩扇窗，居民擔心有塌樓危險報警，屋宇署人員到場調查後張貼勸喻信，指有人涉未經許可作違法清拆工程。。至3月9日，古諮會因應3月8日事件而優先討論「紅樓列為暫定古蹟」，主席林筱魯認為業主行動已觸及屋宇條例，建議通過將紅樓列為暫定古蹟，最終在未有委員反對下獲通過。。

### 銅像及紀念碑
孫逸仙博士半身銅像：1969年（民國五十八年）設立，附有孫中山（孫逸仙）的遺囑：
| “ | 余致力國民革命，凡四十年，其目的在求中國之自由平等。積四十年之經驗，深知欲達到此目的，必須喚起民眾，及聯合世界上以平等待我之民族，共同奮鬥。 現在革命尚未成功。凡我同志，務須依照余所著《建國方略》、《建國大綱》、《三民主義》及《第一次全國代表大會宣言》，繼續努力，以求貫澈。最近主張召開國民會議及廢除不平等條約，尤須於最短期間，促其實現。是所至囑！ | ” |

孫逸仙博士紀念碑：在1969年元旦豎立，矗立於紅樓右面憩息小園中，碑高約20餘英呎，其頂部為紅圈內嵌中華民國國徽。碑正下方有香港周埈年所撰370餘字的碑文。紀念碑兩旁展示了多幅中華民國國旗，是香港少數長期公開展示青天白日滿地紅旗的地方之一。

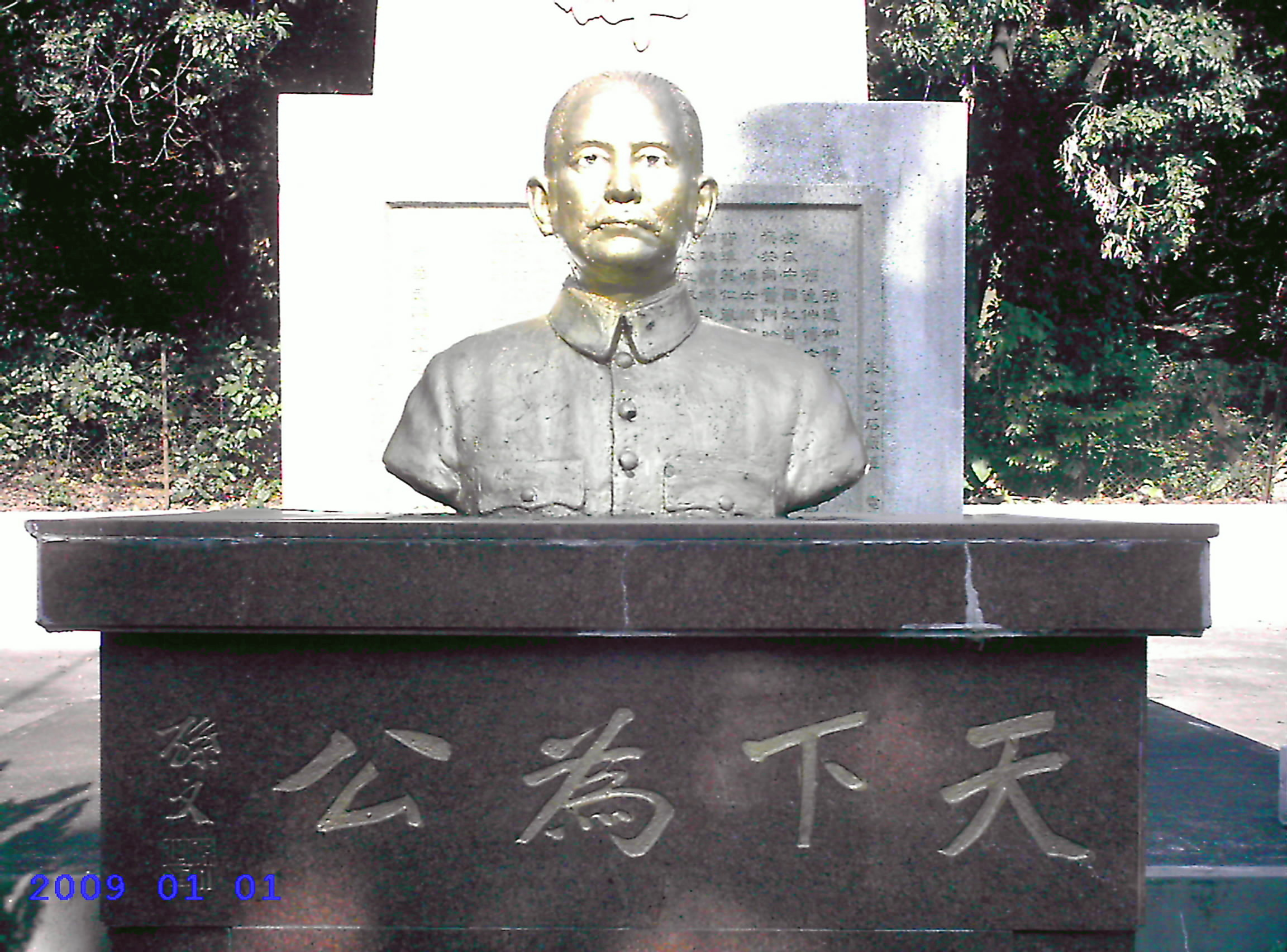
近觀孫逸仙博士的半身銅像
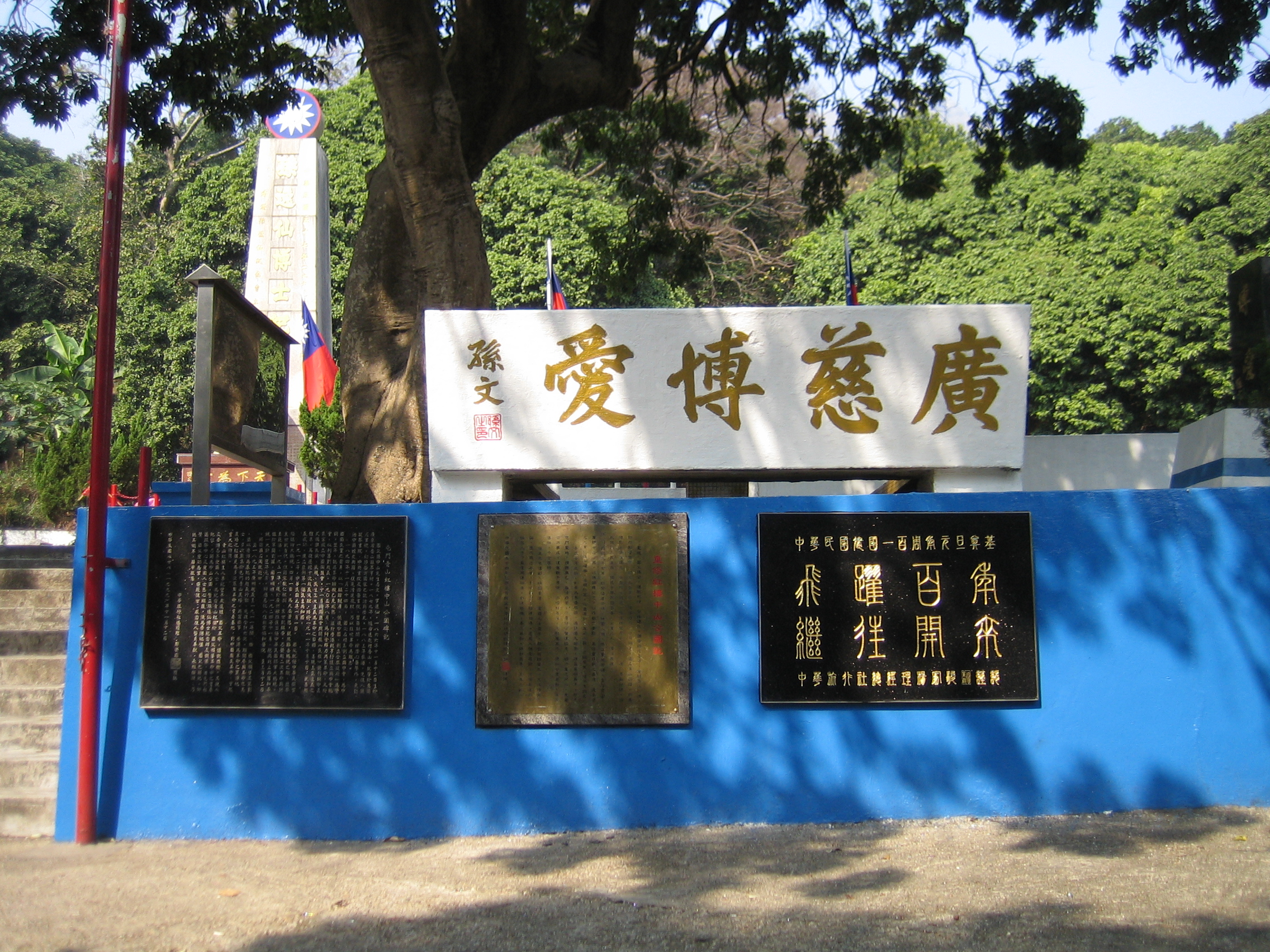
銅像及紀念碑前的基石
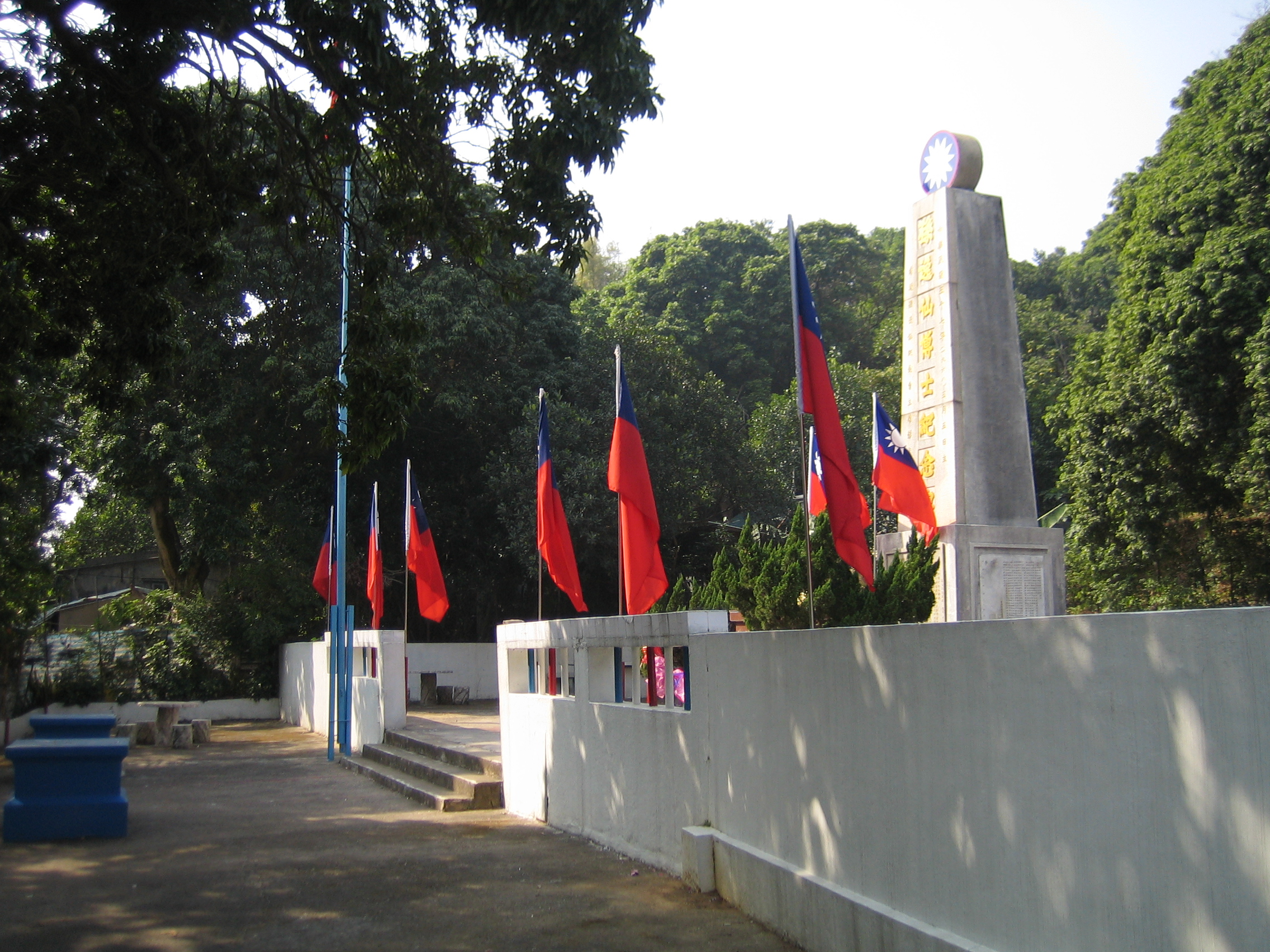
銅像及紀念碑右側
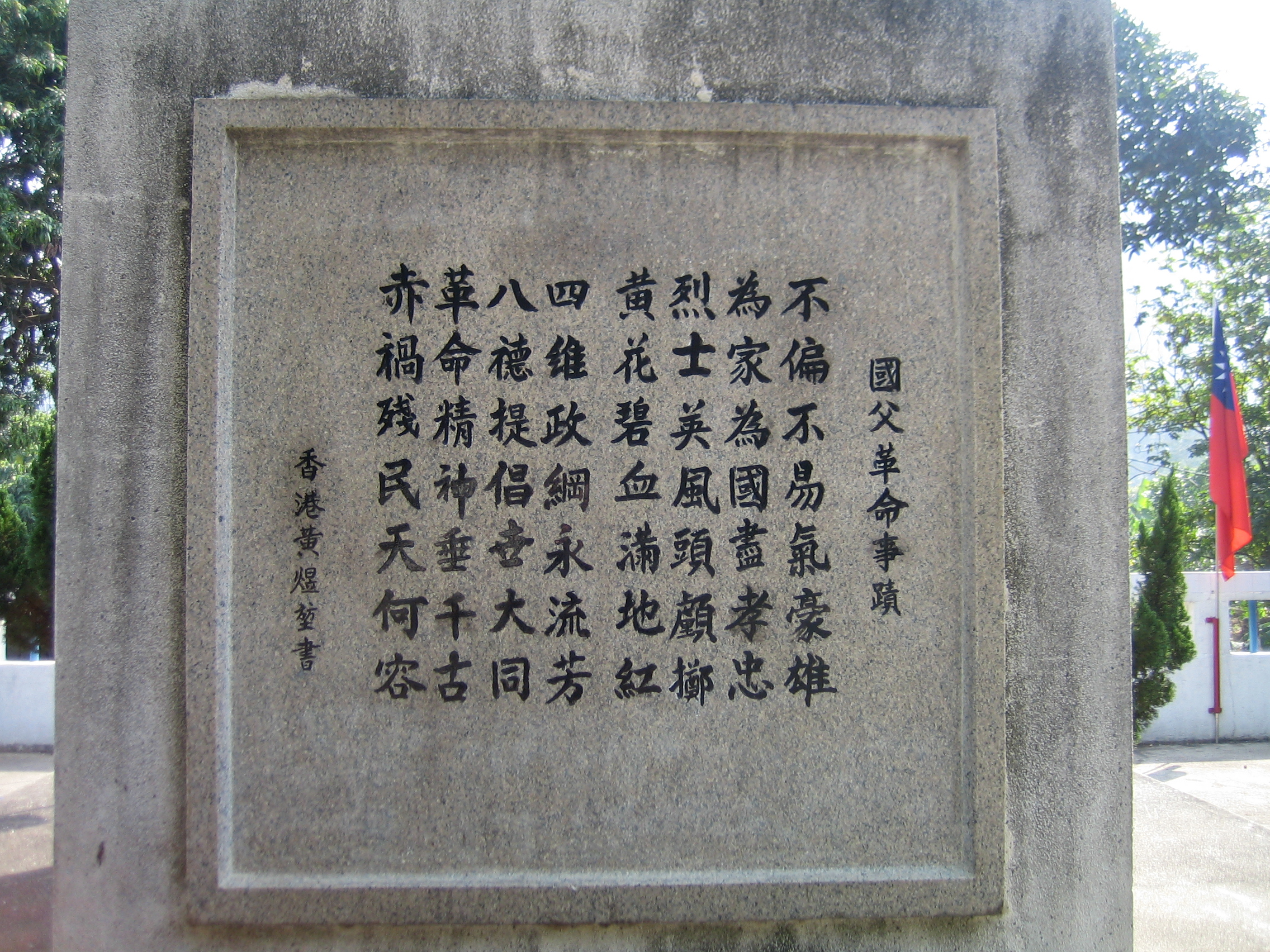
香港黃煜堃先生撰寫的碑文
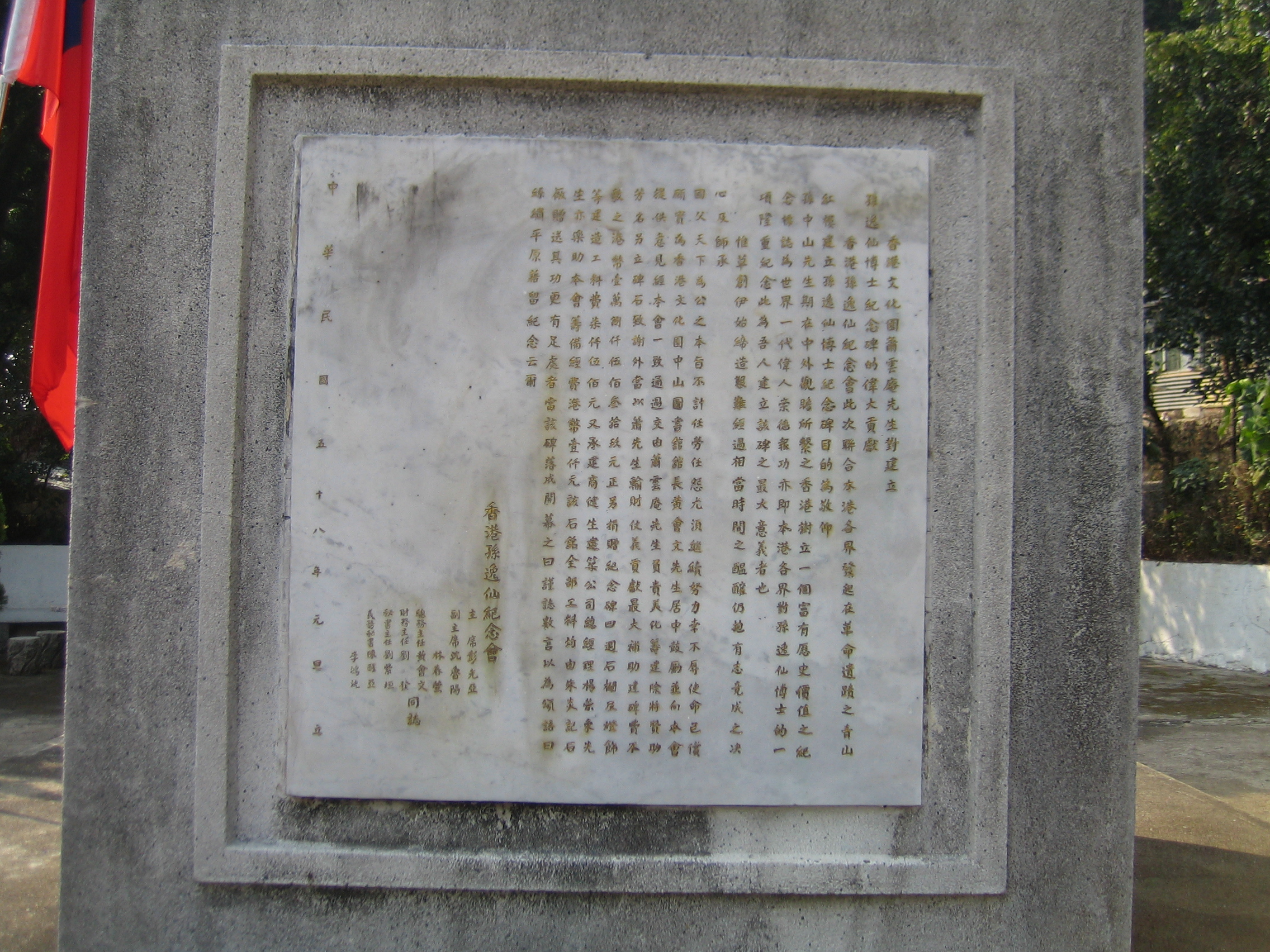
香港孫逸仙紀念會撰寫的碑文
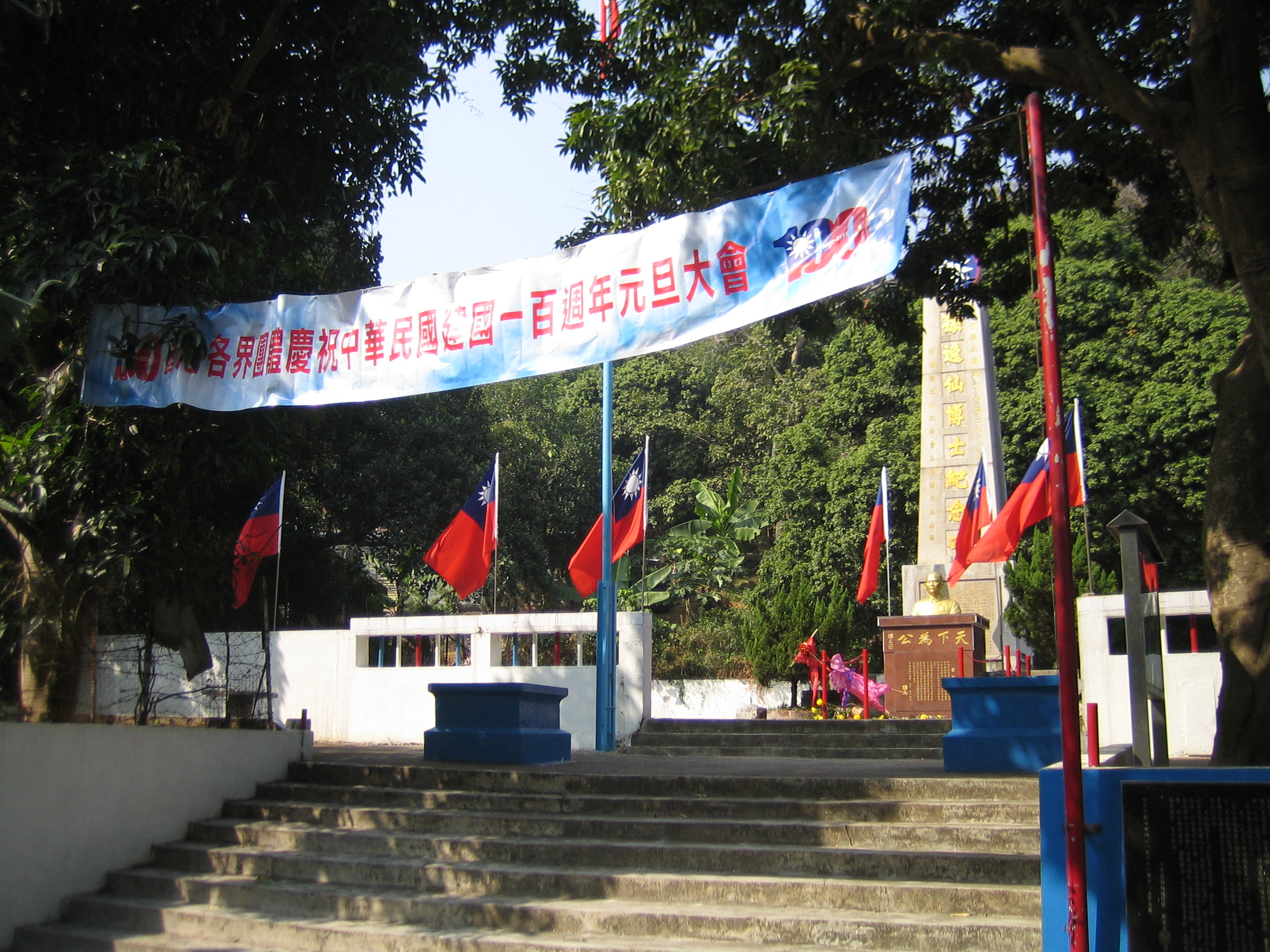
慶祝中華民國成立百周年橫額
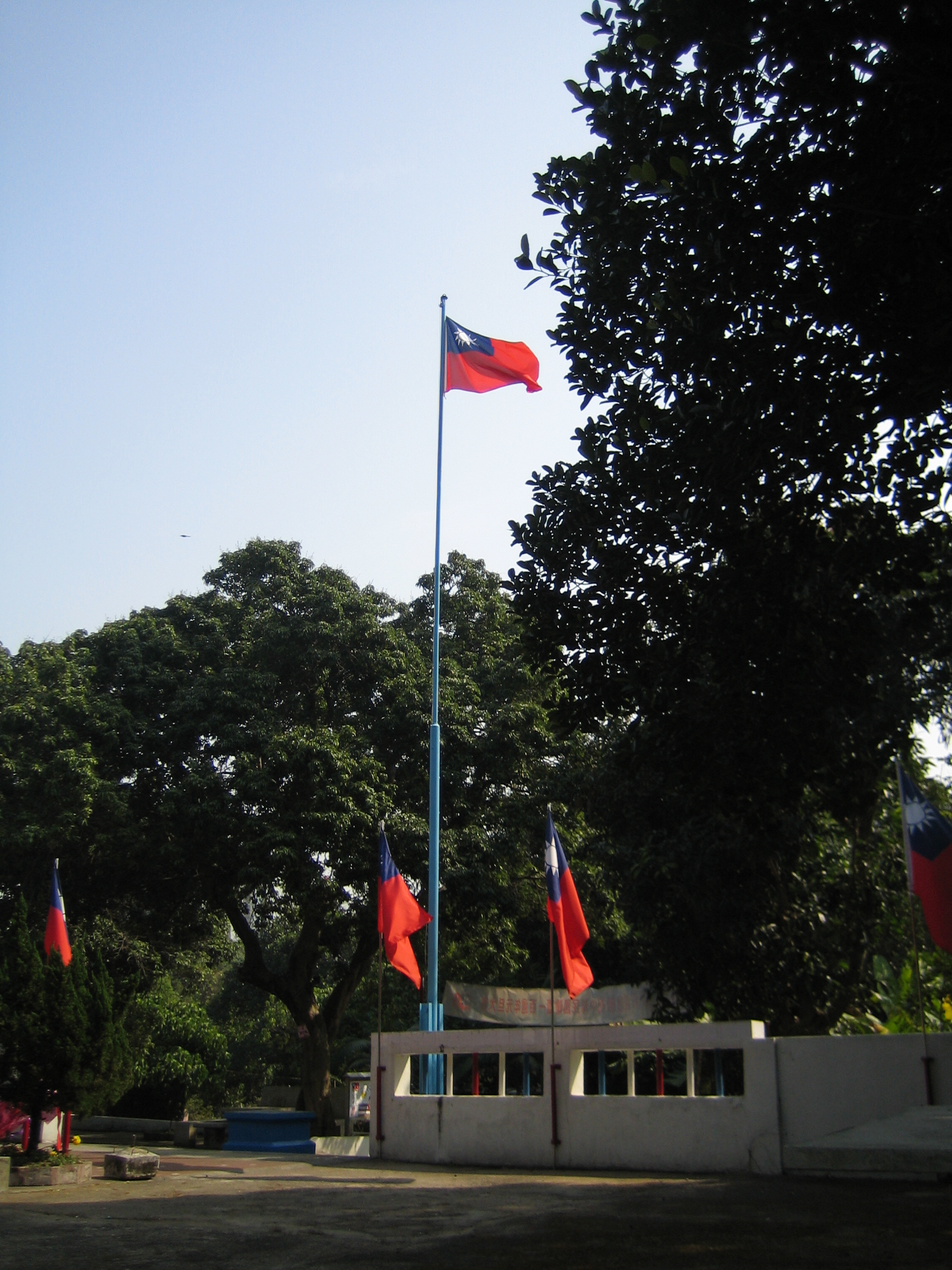
高掛青天白日滿地紅旗

### 桄榔樹
六株桄榔樹：紅樓前原有六株，其中3株是孫逸仙博士（孫中山先生）所種植，1960年遭受電殛，現已枯死，另外3株是黃興先生所種，可惜其中兩株分別在2000年夏季及秋季枯死。
紀念碑文 ：
——此三株桄榔樹，乃國父孫中山先生於中華民國建立前，與同志黃興、李紀堂等，在此紅樓策劃革命時手植， 爰以桄榔樹只有一條心，象徵同志貫徹國民革命，絕無二心焉。    中華民國七十三年十二月廿二日，中山紀念會謹誌。

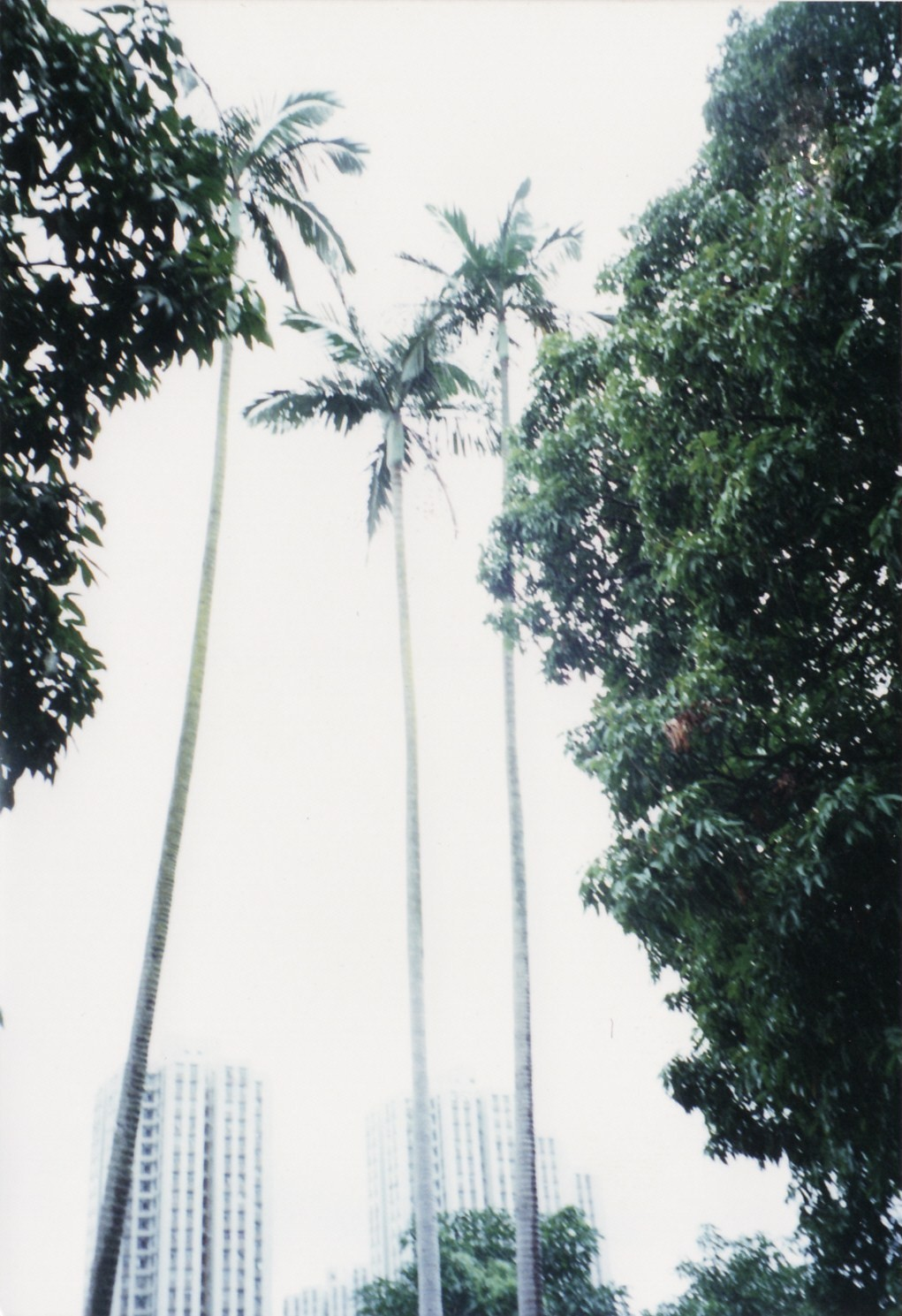
1995年6月，三株桄榔樹原貌
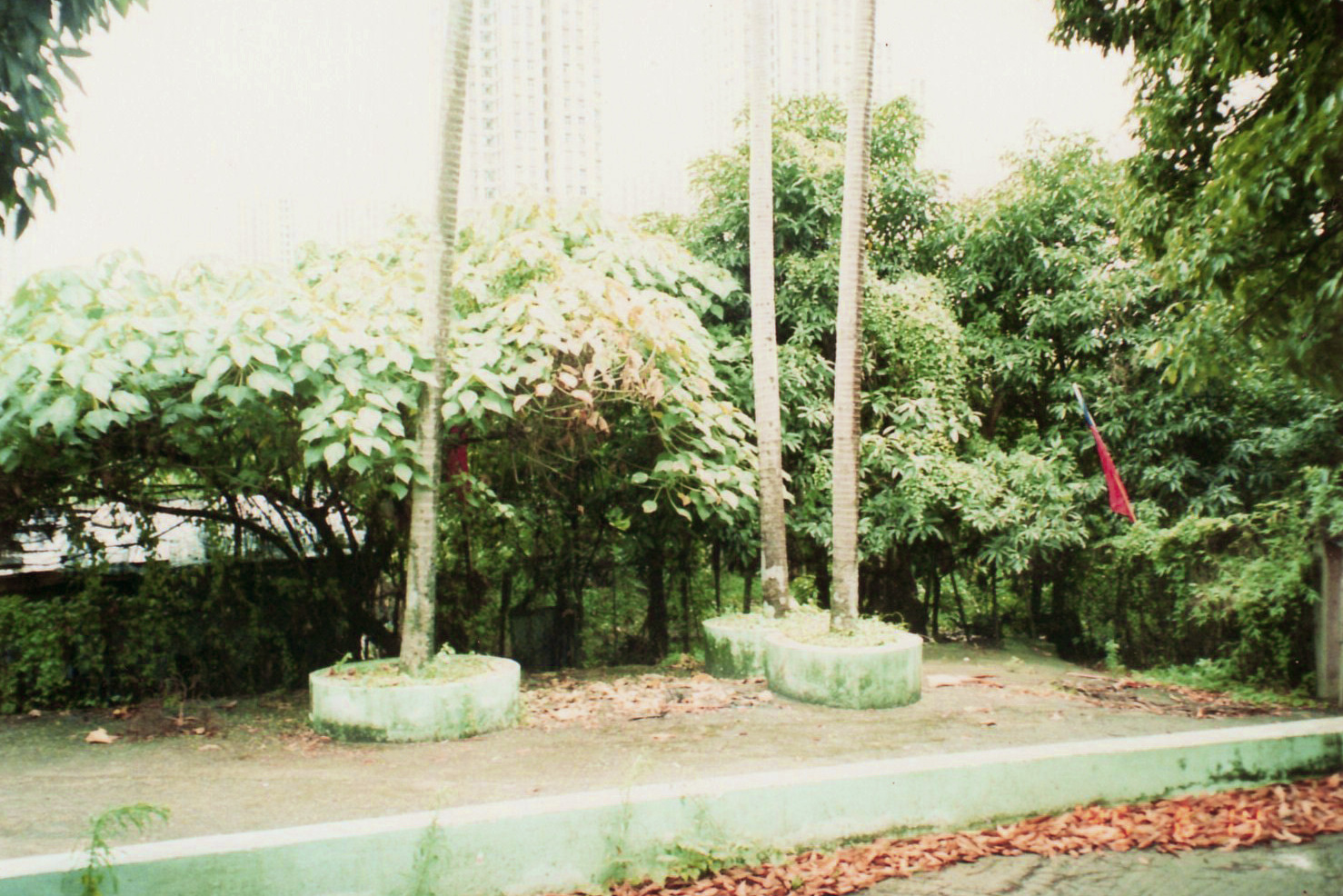
1995年6月，三株桄榔樹原貌
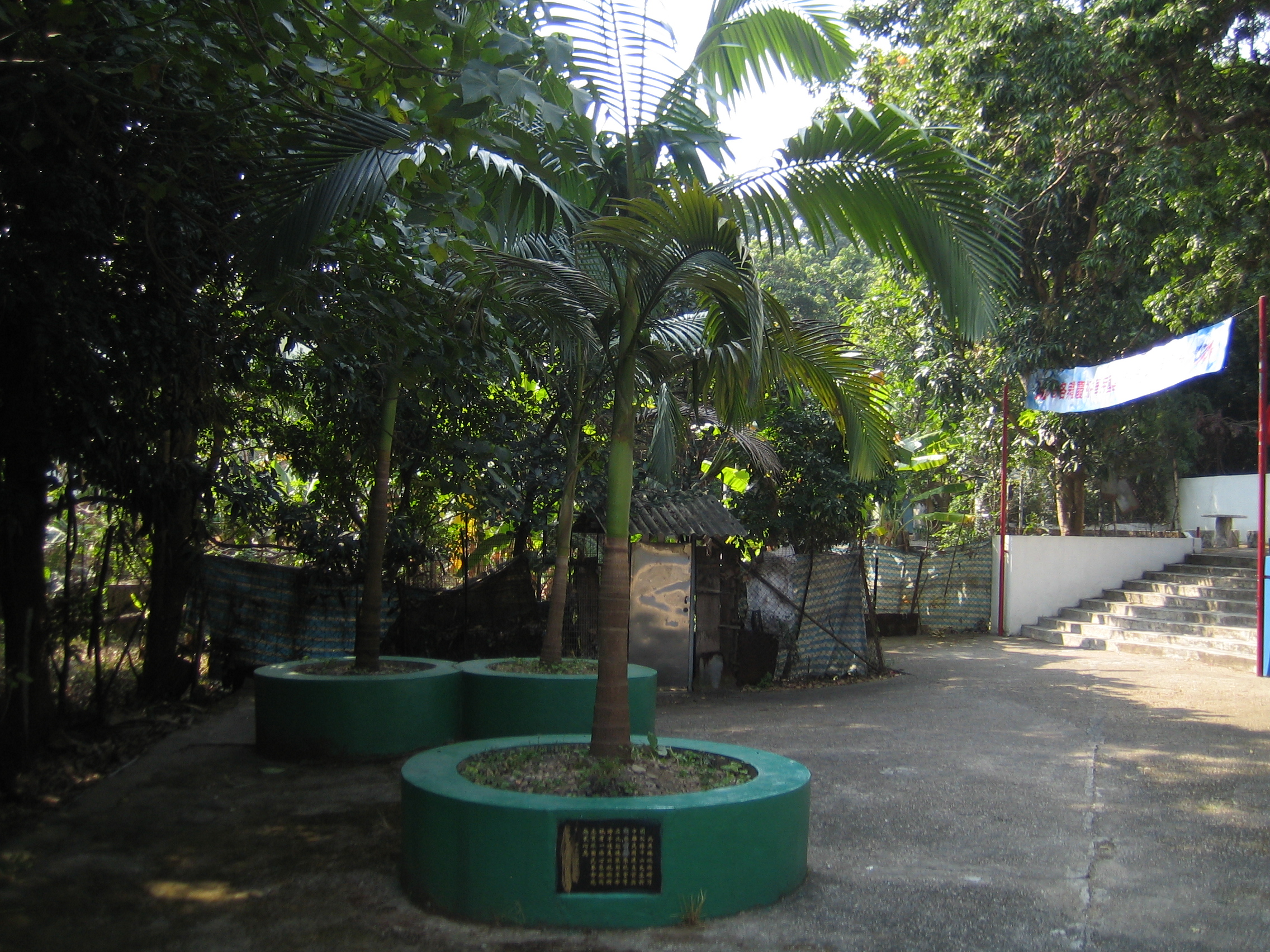
2011年1月時的桄榔樹

## 新聞事件

### 無法入內慶祝元旦及雙十
自2018年雙十節起，所有活動均不能在園內舉行，大會隨之移師到門口舉辦。

### 大門前空地種滿有刺植物
2020年7月，有網友經過中山公園前地時發現近期被種滿有刺植物，以前并没有。

### 保安和警方阻撓紀念雙十節
2020年10月10日，約20名市民屯門中山公園到場觀禮，但發現不能內進。其後雖然有保安員解開封條，但巿民打算前往孫中山紀念碑時卻被多名黑人保安阻撓。兩名自稱業主的代表指該處屬私人地方，要求巿民離開，而巿民堅稱該處部分範圍屬於官地。當一名60多歲男子嘗試突破保安防線時，被保安一度拉扯，並發生肢體衝突。他慨嘆政府容不下巿民表達心聲，加上有多達6輛警車，至少30多名機動部隊成員及20名便衣警戒備，認為警方是威嚇市民，打壓市民慶祝辛亥革命。參加者其後唱《中華民國頌》、《梅花》等歌曲，便衣警一字排開進行錄影。當市民離開時，警員要求登記身分證。
2021年10月10日，公園外圍有大批警員及警方傳媒聯絡隊戒備，而青山紅樓周邊亦拉起封鎖線及設置圍欄，有多名外籍保安戒備。有市民試圖闖入紅樓，被預先部署於該處的保安人員和警察以私人土地為由禁止進入。

### 拆除國旗及紀念碑被塗漆事件
有網友在2020年12月期間經過屯門紅樓時，發現中山公園內的中華民國國旗和紀念碑前廣場的四塊紀念碑分別被移除以及塗上與牆壁一樣的藍色油漆。

### 大公報指控雙十活動違反國安法
2021年2月15日，《大公報》指控屯門紅樓內的雙十活動為「台獨活動」，以及相關活動「違反國安法」。

### 全面圍封
2023年3月，有網民經過屯門紅樓時發現圍封範圍已經擴大。

## 外部連結
- 屯門中山公園 （页面存档备份，存于），收錄於中山公園數據庫（页面存档备份，存于），由香港浸會大學圖書館（页面存档备份，存于）提供
- 香港自遊樂在18區介紹 （页面存档备份，存于）
- 屯門青山農場與辛亥革命運動
- 屯門中山公園／紅樓 （页面存档备份，存于），bigdogkee's blog
- 紅樓 - 屯門，大香港旅遊王
- 青山紅樓在2009年1月的外觀影像 （页面存档备份，存于）